# DSA-109
La DSA-109 es una carretera perteneciente a la Red Secundaria de la Diputación Provincial de Salamanca que une la  A-50  con la localidad de Cilloruelo.

## Origen y Destino
La carretera  DSA-109  tiene su origen en Encinas de Abajo en la intersección con la carretera  A-50 , y termina en el casco urbano de Cilloruelo, formando parte de la Red de carreteras de Salamanca.